# Jan Skarbek (1710–1772)
Jan Skarbek herbu Abdank (ur. 1710, zm. 27 stycznia 1772) – kasztelan inowrocławski, właściciel dóbr Izbicy.

## Życiorys
Pochodził ze starej rodziny sięgającej swoją historią średniowiecza. Był synem wojewody łęczyckiego Franciszka i jego pierwszej żony Franciszki z Kadzidłowskich. Jan miał trójkę rodzeństwa: Władysława, Wojciecha i Mariannę.
Od ojca Jan otrzymał przed 1733 r. starostwo tuszyńskie, położone w powiecie piotrkowskim. W styczniu 1733 został marszałkiem sejmiku kujawskiego w Radziejowie, a w tym samym roku posłował z województwa łęczyckiego na sejm konwokacyjny; był w tym okresie stronnikiem saskim. Był członkiem konfederacji generalnej zawiązanej 27 kwietnia 1733 roku na sejmie konwokacyjnym. W latach 1744, 1746 i 1754 posłował z woj. łęczyckiego na kolejne sejmy; w 1745 r. został szambelanem królewskim. Poseł województwa inowrocławskiego na sejm 1756 roku. Konsyliarz konfederacji Czartoryskich w 1764 roku. W 1764 roku wybrany sędzią kapturowym województwa brzeskokujawskiego W 1764 roku był posłem na sejm konwokacyjny z województwa inowrocławskiego i elektorem króla Stanisława-Augusta. Na sejmie konwokacyjnym 1764 roku wyznaczony do Komisji Wojskowej Koronnej. Dnia 14 grudnia tegoż roku uzyskał za to kasztelanię inowrocławską. W 1766 roku został wyznaczony senatorem rezydentem. W 1767 r. przystąpił do prosaskiej konfederacji radomskiej, ale w czasie konfederacji barskiej (1768–1772) popierał Stanisława Augusta.
Zmarł 27 stycznia 1772 roku, a pochowany został przy pierwszej żonie w kościele przyklasztornym oo. Paulinów w Brdowie, w rodzinnej krypcie.